# Yinshania rivulorum
Yinshania rivulorum är en korsblommig växtart som först beskrevs av Stephen Troyte Dunn, och fick sitt nu gällande namn av Al-shehbaz, G. Yang, L.L. Lu och Tai Yien Cheo. Yinshania rivulorum ingår i släktet Yinshania och familjen korsblommiga växter. Inga underarter finns listade i Catalogue of Life.